# Botskor család (csíkdelnei és csíkszentmártoni)

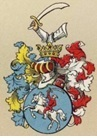
Magyarország címeres könyve. (Liber armorum Hungariae) Arcanum DVD IV. kötet. Budapest, 1913.)

A csíkdelnei és csíkszentmártoni Botskor (Bocskor) székely nemesi család.

## Története
Az 1500-as években a „cs” (Bocskor) betűt „ch” (Bochkor) és „cz”-vel, (Boczkor illetve Boczykor) 1770 és 1850 között „ts”-sel, (Botskor) 1850 után „cs”-vel, (Bocskor) vagyis kiejtés szerint írták. Botskor Lóránt többnyire a Botskor nevet használta. A leszármazási igazolásra a születési anyakönyvek és a hiteles periratok szolgáltak. A kapcsolat megteremtése nem volt nehéz, 1755-ig kellett visszamenni, mert minden ág ősét a produktionális per 1755-ig igazolta. Megkönnyítette ezt, hogy Csíkszentmártonban 1709. Csíkdelnén 1717 óta a római katolikus plébánia anyakönyve megvan és a csíkdelnei ág régi iratai 1685-ig visszamenőleg Csíkdelnén Botskor Benedek kutatásai alapján az 1930-as években megkerültek.
A család eredetének helye Csíkszentmárton, Csíkszékben a nemek és ágak tartozását nem lehet megállapítani, így a Botskor név eredete is ismeretlen, az ősi személynevek közé sorolhatjuk. A monda szerint egy tatár betörés alkalmával a bekerített székely csapat megmenekülését egy Botskor ősnek köszönheti, mert indítványára a bocskorukat fordítva húzták fel, a lábnyom a tatárokat félrevezette és így az egész székely csapat megmenekült. Így maradt a Botskor név a családra. A Magyar Nemzeti Levéltár-ban található nemességigazolási perirat szerint (lásd J-7 B. perkötet kivonatát) melyet 1754. január 14-én indítottak meg, a család csíkszentmártoni birtokát az első foglalás ősi jogával bírt székely öröksége alapján 1570 óta kimutathatóan bírja, mindkét ág időtlen időktől fogva nemességet élvezett, azért az új felpereseket a királyi tábla igazi, valóságos Botskor Márton 1570 március hóban megadományozott őstől származásukat levezető nemeseknek nyilvánítja. A csík- szentmártoni székely örökség még (1945-ben is, vagyis közel 400 év óta, a kisbirtokos Botskor családtagok kezében van.
A család nemeslevelet vagy armálist nem kapott, de nem is kért, mert az elsőfoglalás jogánál fogva, mindig székely nemesi szabadságot élvezett. Ezt a jogállását mindvégig megtartotta. Botskor Mihályné II. született Intze Erzsébet 1789. február 19-én bekövetkezett halála után tetemes adósságot hagyott gyermekeire. Botskor János és Botskor Elek, valamint leánytestvéreik Botskor Erzsébet és Botskor Zsuzsa közötti 22 évig (1797–1819) tartott a per, s időközben a felperesek és az alperesek is elhunytak. A perirat 256 oldal, egyedül megmentett családi okmány. Botskor Lóránt 1951. június 11-én a Magyar Nemzeti Levéltár-ban letétbe helyezte, ott Botskor család iratai, Botskor pereskönyv címszó alatt megtalálható. Sok tanút hallgattak meg, akik általában idősek voltak és emlékeztek Botskor Mihály I. leszármazottjaira és a birtokviszonyokra. A tanúknak meghatározott kérdésekre kellett választ adniuk, a kérdések mindegyik tanú esetében azonosak voltak. A tanúk korát minden esetben megadták, így ismert a születésük éve is. A tanúk vallomásai alapján a Botskor család férfi és anyai (női) ága is ismertté és kutathatóvá vált.
A Botskor ágak ismert első letelepedési ideje és helye: 1569. Csíkszentmárton és Szeretszeg (jelenleg Tusnád része Hargita megyében), 1575. Csíkszentgyörgy, 1599. Csíkcsekefalva, 1602. Csíkkozmás, 1643. Kászon, Csíkszentsimon, Csíkszentimre, 1685. Csíkdelne. (Botskor Lóránt: OSzK 1958/28) A Botskorok ősei és számos leszármazottja a családnak Hargita megyében, Csíkszereda környéki falvakban élt és vallásuk katolikus volt. A csíkszentmártoni székely örökség közel 400 év óta, 1945-ig a kisbirtokos Botskor családtagok kezében volt. A család nemeslevelet vagy armálist nem kapott, de nem is kért, mert az elsőfoglalás jogánál fogva, mindig székely nemesi szabadságot élvezett. Ezt a jogállását mindvégig megtartotta.

## Családfa
Jelölések: *=a születés vagy keresztelés időpontja, Θ=a házastárs (férj vagy a feleség) neve, a házasságkötés helye és ideje, †=a halál vagy a temetés időpontja, helye, k.= körülbelül, nincs pontos adat, de becslést lehetett végezni, N. a vezeték- vagy keresztnév ismeretlen.
Bochkor Márton de Csík-Szent-Márton (*1535-†1540-†1602 előtt) A székelyek lázadása miatt 1562-ben a lófők is nyomorba jutottak, birtokaikat elkobozták, ezért a székely lófő családok 1569-1570-ben donációt kértek a fejedelemtől és ezzel lemondtak ősi kiváltságaikról. Bochkor Márton 1569-ben mint lófő lustrált, közszereplése nem ismert, de kellett valami szerepe legyen, mert Gyulafehérvárott 1570. III-ik hónapban nova donációt (új adományt) nyer II. János magyar királytól Csíkszentmártonban és Csíkszentgyörgyön, amelyeket ő és elődei békésen birtokoltak. A Botskor Loránt által összeállított családfa (1958) alapján mindegyik Bocskor ősapja Bochkor Márton volt, akinek 2 fia ismert, Bálint és Péter.
- A1. Bálint. (*1565-†1619 után) 1599 május 31 nova donációt nyert Báthory András erdélyi fejedelemtől. Csíkszentmártonban saját birtokára és kúriájára (nemesiudvar házára) és Csekefalván, továbbá Csíkszentgyörgyön lévő birtokára. 1619 július 13. Csíkszentmárton. Primipili: Bochkor Bálint. 1602. 1614. 1619. lustrál, primor.
  - B1. Ferencz (*1600-1610-).
    - C1. János. (*1650-1655-†1737 k.) Θ Szabó Ilona. 1685-ban és 1702-ben mint primor csíkiként lustrált. 1708-ban alcsíki alkírálybíró, először kuruc, majd labanc kapitány. 1716 február 11-én négy székely szék deputáns sedis (úriszék küldötte) Csíkiként szerepelt a parajdi sóbányák ügyében. 1734. augusztus 20.-án Csíkszentgyörgyről gr. Teleki Sándornak levelet írt, melyben beszámolt a moldvai helyzetről. 1736-ban nevével még találkozunk, a főkormány-székhez panaszt tesz, mert 30 darab juhát és egy darab lovát Moldvába elhajtották. Szabó Ilona szülei csíkszentmártoni Szabó György Θ Pál-Tamás Anna.
      - D1. József.
      - D2. Tamás.
        - E1. Antal.
        - E2. György.
        - E3. Elek, pap.
        - E4. Ferencz.
        - E5. József.

      - D3. Mátyás.
      - D4. Anna. Θ Bánkfalvi Kováts Tamás I.
        - E1. Kováts Tamás II.
        - E2.  Kováts József. Jezsuita.
        - E3. Kováts Pál.
        - E4. Kováts Ilona 1. Θ vacsárcsi Biró Antalné. 2. Θ Bánkfalvi Botskor János. Kapitány.

  - B2. Péter. (*1605-1610-†1643. Lustrál. 
    - C1. Mihály. 1643.
      - D1. Péter. 1702
        - E1. József.
          - F1. Ádám. (-†1760 október 15.) Θ Péter Ilona.
            - G1. Péter (*1735 július 27.-) Θ Vitos Sára.
              - H1. Ádám. (*1775 február 26.-) Θ Czikó Cecil.
                - I1. Lázár I. (*1808 december 8.-) Θ Szőke Borbála.
                  - J1. Lázár II. (*1831 december 7.-†1909 január 28.) Θ Pesando Karolina. (*1842 február 27.-†1914 július 17.) 1862 szeptember 23.
                    - K1. Oszkár. (*1863 szeptember 1.-†1909 október 18.) Θ Lisznyói Intze Ilona (*1860 szeptember 15.-†1938 február 20.) Kolozsvár, 1898. Ügyvéd, Háromszékvármegye főjegyzője.
                      - L1. Jenő. (*1899 július 13-1956 november 14.) 1. Θ Csíkszentsimoni Lakatos Margit. 2. Θ Bükkös Erzsébet (*1908 november 7.-) Tüzér alezredes.
                        - M1. Jenő. (*1932 június 4.-) Lakatos Margittól.

                    - K2. Károly. (*1865 január 26.-) Műszaki főtanácsos, Budapesten.
                    - K3. Gergely. (*1866 december 8-†1931) Θ Szentkovits Irma. Honvéd őrnagy, a közös hadapródiskola elvégzése után Ungvárott szolgált, majd átlépett a honvédséghez. Utóbb Erzsébetvárosban és Nagyszebenben szolgált, 1913-ban betegsége miatt, mint őrnagy kénytelen volt nyugdíjazását kérni.
                    - K4. Cecilía, Borbára. (*1868 november 6.-†1909 után) Θ Bucz János (-†1909 előtt). Románia.

                  - J2. Adolf. (*1834 február 1-)
                  - J3. Gergely. (*1840-†1873) Minorita.
                  - J4. Sándor. (*1842 március 5.-)
                  - J5. Samu. (*1844 augusztus 27.-) Moldva.
                  - J6. Antal.

            - G2. József. (*1743 február 15.-)
              - H1. Mátyás.
                - I1. Anna (*1805 július 25.-) Θ Gondos István.

              - H2. Mihály. (*1770-)
                - I1. Ignácz (*1808 december 10.-)
                  - J1. Ferencz.
                    - K1. Sándor. (*1827 augusztus 17.-)
                    - K2. Mihály. (*1841 szeptember 10.-)
                    - K3. Gábor. (*1856 május 21.-)

                - I2. István. (*1818 január 7.-)
                  - J1. Dénes.

              - H3. Ferencz.
              - H4. István.
                - I1. Éva. (*1804 december 24.-) Θ Szentsimoni Veress József.
                - I2. Márta. (*1812 május 15.-) Θ Komesai János.
                - I3. Kata. (*1814 november 11.-) Θ Péter Ferencz.
                - I4. Borbála. (*1817 január 19.-) 1. Θ János Ferencz. 2. Θ Botskor Dávid.
                  - J1. István. (*1853 november 1.-)

            - G3. István. (*1744 május 18.-)
            - G4. László.
            - G5. Mátyás.
            - G6. András.

      - D2. Tamás. 1702 Primor.
        - E1. Sándor. 1750 1754 Θ Kováts Sára.
          - F1. Ferencz I.
          - F2. József.
          - F3. Tamás.
            - G1. Mária.
            - G2. Klára.
            - G3. Róza.

          - F4. István.

        - E2. Benedek.
          - F1. András.
            - G1. Péter.
              - H1. István. Cserefalva

            - G2. Antal.
              - H1. Ignácz. (*1800 december 10.-)
              - H2. József.
                - I1. Klára. Θ Szabó Ferencz.
                - I2. Mihály. (*1846-†Marosvásárhely, 1913 november 12.) Magyar Királyi Kúriai bíró, az Osztrák Császári Lipót-rend lovagja. 1. Θ Sánta Karolin. 2. Θ Szőkefalvi Szentmiklósy Teréz. (*1847-†1944 február 18.) Kolozsvár.
                  - J1. Mihály dr. (*1877-†1920) Egyetemi tanár, Kolozsvár. (Anyja: Sánta Karolin)
                  - J2. Adrien (*1880 október 6-) Θ Körösi és barátosi dr. Ferenc-Mihály Zsigmond, (*1877-†1931) ügyvéd Marosvásárhelyt. (Anyja: Szentmiklósi Teréz)
                    - K1. Ferencz-Mihály Judit (*1903-†2000) Θ Dr. Koleszár László.
                    - K2. Ferencz-Mihály Adrien (Adika) (*1904-†1991) Θ  Dr. Dózsa Ferencz.
                    - K3. Ferencz-Mihály Éva (*1910-) Θ Gr. Bethlen Gábor.
                      - L1. Gr. Bethlen Anikó.
                      - L2. Gr. Bethlen Ágnes.
                      - L3. Gr. Bethlen Éva.

                  - J3. Etelka. (*1883-†1944 után). Θ dr. Sárkány Balázs. Táblaelnök, Budapest. (Anyja: Szentmiklósi Teréz)
                    - K1. Sárkány Aranka. (*1904-) Θ Antal Dezső.
                    - K2. Sárkány Fábián. (*1906-) Θ Hetter Eta.

                  - J4. Gabriella. (*1882-†1918) (Anyja: Szentmiklósi Teréz) Θ dr. Eperjessy István. Főszolgabíró. 1903 április 20.
                    - K1. Eperjesy Gábriella.

                - I3. Brigitta.
                - I4. Amália. Θ Dózsa Tivadar.
                - I5. Marcella. Θ 1. Keresztes Félix. 2. Θ Bardócz Ignác.

              - H3. Samu (*1802-)
              - H4. Gábor.

            - G3. Mihály.

          - F2. Ferencz.
            - G1. József.
              - H1. Ferencz I.
                - I1. Károly. (*1822 október 1.-) Θ Ambrus Tera.
                  - J1. Károly (Szentmártoni) (*Csíksomlyó, 1847 december 8.-†Budapest 1918 május 8.) Θ Ivanóczi Kanócz Irma. (*1858 június 16.-†1942 július 7.) 1902. október 4. A jog és államtudományok doktora. A budapesti egyetem tanára. Középiskoláit szülővárosában és Kolozsvárott végezte. 1867-ben állami szolgálatba lépett, s mint számvevőségi tiszt. Nagyszebenben ezért vitézzé is avatták. Kolozsvárott, Budapesten, Győrött és ismét Budapesten 14 évig szolgált. 1881-ben a csíkmegyei csíkszent- mártoni körzetben országgyűlési képviselőnek választották, az állami szolgálatot, mint miniszteri számtanár elhagyta. Időközben jogi tanulmányait a budapesti egyetemen elvégezte és a szigorlatokat is letette, mire 1877-ben az államszámvitel tanból egyetemi magántanári képesítést szerzett. 1881 óta mint rendkívüli tanár majd 1886-tól nyilvános rendes tanár működött az egyetemen. Munkái: Magyar államszámviteltan rendszere (Budapest, 1883). Az államgazdasági gazdasági számtartás rendszere. Budapest. 1895. Államgazdasági számtartástan. (Budapest, 1902. Átdolgozott kiadás 1906).
                    - K1. Irma (*1879 augusztus 10.-) Θ Csíkcsekefalvi dr. Fodor Antal (*1872 augusztus 30.-†1943 január 31.) Budapesti közjegyző.
                      - L1. Fodor Pál. Θ Annamarie von Dobschütz.
                      - L2. Fodor Elek.

                    - K2. Károly. (*1881-†1886 augusztus 11.)
                    - K3. Teréz. (*1886 október 28.-†1956) Θ Gordon Róbert (*1877 június 4.-†1928 szeptember 8.) 1906. június 12. A Déli vasút vezérigazgatója.
                      - L1. Gordon Liane. Θ Dr. Tóth László.
                        - M1. Tóth Ágnes.
                        - M2. Tóth Eszter.
                        - M3. Tóth Csanád.

                      - L2. Gordon Evelyne. Θ  Dr. Kultsár István.
                      - L3. Gordon Eszter. Θ Békei ifj. Koós Ödön.

                    - K4. Viola. (*1888 július 9.-) Θ Hollerung Gábor I. (*1876 szeptember 17.-) 1914 május 23. Mérnök.
                      - L1. Hollerung Piroska. Θ Jolsvai Márkus Pál.
                      - L2. Hollerung Gábor II.

                    - K5. Piroska. (*1876 szeptember 17.-) Θ dr. Mártonffy Marcell. (*Kassa, 1875 november 28.-Budapest, 1943 július 15. Fiumei úti sírkert)) 1928 március 31. Mártonffy Marcell apja: Mártonffy Márton (Krasznarécse, 1848 március 15.-†Budapest, 1917 május 12. Fiumei úti sírkert). Jogász, egyetemi tanár. Rövid ideig a bíróságnál teljesített szolgálatot, 1901-től az igazságügyminisztériumban dolgozott. 1904-től a Nagyváradi jogakadémián tanár (kereskedelmi jog, váltójog), 1914-től debreceni egy.-i tanár. 1923 után egy ideig Debrecenben folytatott ügyvédi gyakorlatot. Fő művei: A kereskedelmi cégek átruházása (Budapest, 1906); A kereskedelmi ügyletek teljesítése (Budapest, 1906); A saját részvények megszerzése (Budapest, 1914); A postautalványi szerződés jogi természete (Budapest, 1942). 1906-ban Heller Farkas Nagyváradi tanszékvezetői pályázatát támogatta, de Heller az állást nem nyerte el. Ld.: Dr. Sipos Béla: Heller Farkas. Akadémiai K. 1990. (32-33.)
                    - K6. Elek. (*1883-†1941 november 21.) Ügyvéd.
                      - L1. Károly.

                - I2. Ferencz II.
                  - J1. Lajos.
                  - J2. Gyula.
                  - J3. Domokos.

              - H2. Ignácz. (*1742-) Gyulafehérvár.
                - I1. Gábor.

            - G2. János.
              - H1. Benedek.
                - I1. Ágoston. (*1826-)
                - I2. Péter. (*1841 október 25.-)
                - I3. Ágnes.
                - I4. Zsuzsa.

            - G3. Ferenc II.
              - H1. Lajos (*1802 május 20.-) pap.
              - H2. Mária (*1804 május 10.-)
- A2. Botskor Péter. 1602-ben Csíkkozmáson lakik. 1619 július 14. Kászonfelsőfalúba költözik. (1750. után Kászonfeltíz, Feltíz,)
  - B1. Botskor András. (*1600-†1672 október 13. után-1673 k.) 1619 július 13. Csíkszentmárton. Lófők: Bochkor András. 1626-1628-ig Alcsíki alkirálybíró. 1661 június 3. nova donáciot nyer. Lustrál 1643-ban lófőként, 1658-ban primorként. 1672-ben még élt, öreg ember volt. Fia Mihály 1663-ban született, 63 éves korában. Botskor András Alcsíki alkirálybíró 1616-ban Szeretetszegen lakik. Benkő Károly írónak 1853-ban kiadott munkája szerint Botskor András szeretetszegi házának alapja, több pincehellyel az 1853-as években még látható volt, erre Orbán Balázs is utal Székelyföld c. munkájában.
    - C1. János. Csíkszentmárton. Futár 1657 fogoly, 1661 június 3. nova donácio. II. Rákóczi György fejedelem alatt (erdélyi fejedelem 1648. és 1660. között, megszakításokkal) Moldvában, Lengyelországban harcolt, 1657.-ben tatár fogságba került, majd Kemény János erdélyi fejedelem (1661) alatt is szolgált.
      - D1. János.
        - E1. Lőrincz. 1702. 1754.
          - F1. András.
            - G1. Katalin.

          - F2. János.
          - F3. Mihály. (*1722 szeptember 25.-†1792) Főesperes, kanonok Székelyudvarhelyen.

    - C2. Balázs. 1685-ben Csíkszentléleken, 1643.-ban [[Kászonfeltíz, |Kászon Felsőfalúban]] élt 1643-1685. Csíki iskolamester (1671, 1681)
      - D1. András.
      - D2. Mihály. 1702.
        - E1. János I. (*1700 k.-†1767 után 1772 k.) Litteratus családból származott. A 18. század legelején feltehetően Csíksomlyón diákoskodott, ahol a retorikai es poétikai osztályban tanulhatott. Az 1710-es végén és az 1720-as évek elején minden bizonnyal a Csíksomlyói Római Katolikus Gimnázium diákja volt. Endes Miklós kutatásai szerint sokáig viselt közhivatalt, 1729-ben, majd 1740-ben és 1742-ben, egészen 1763-ig asszesszorként (ülnökként) tevékenykedett. 1755-ben főmegyebíró volt. Botskor János 1756-ban elkészítette a család leszármazási táblázatát. ebből tudjuk, hogy számos gyermeke volt. A kolozsvári Egyetemi Könyvtár kézirattárában egy egészen kicsi, 8–6 centiméteres lapocskákból fűzött énekeskönyvet őriznek. A szakirodalomban Bocskor-kódex néven emlegetik, mivel a kézirat összeírója itt-ott saját nevét is feljegyezte, s innen tudjuk, hogy csíkszentléleki Bocskor Jánosnak hívták. A könyvecske nagy részét 1716 májusa és 1739 tavasza közt írta tele, ám később is kerültek bele szövegek. Ezeket valószínűleg a szentléleki kántor, Székely Antal másolta ide, akinek nevét szintén megtaláljuk a borítótábla belső oldalán, 1744 -es dátummal. A zsebben hordható könyvecske zűrzavaros korszakban született, a magyar nyelvterület keleti csücskében. Ekkoriban egész Csíkszéket pestisjárvány pusztította, s a kuruc háborúkban amúgy is elszegényedett és elnéptelenedett országrész történelmének talán legnehezebb időszakát élte. A zömében kuruc érzelmű csíkiak hirtelen egy távoli birodalom alattvalóivá váltak. Érthető, hogy mindenki fogódzót keresett a hagyományban, s a székelyek túlélési stratégiái leginkább saját múltjukhoz kapcsolódtak.
          - F1. Ádám.
          - F2. Ferenc. Bocskor Ádám néven (*1737-†1813) Ferences lett, Csíksomlyón is működött, tanított, könyvgyűjtőként és egy egyházi vitairat szerzőjeként maradt fenn a neve.
          - F3. János II.
            - G1. Ferenc
            - G2. Elek.

          - F4. Kata.
          - F5. Anna.
          - F6. Zsuzsa.
          - F7. Krisztina.

        - E2. Tamás, Pál. (*1721 június 2.-†Dés, 1780 június 2.) Ferences rendfőnök, Csíksomlyón, Botskor Tamás, Pál a csíksomlyói zárda évkönyvei szerint Csíkszentléleken 1721-ben született, beöltözött 1740 október 1. napján, felszentelték 1744 április 4-én. Kétszer volt rendi tanácsos, 1762-1765 és 1771-1774 között, 1774-1780 között tartományi őr. 1777-1780-ig rendfőnök. Volt teológiai tanár. A szentszéktől nagy lelki kiváltságokat nyer. 1758-ban Moldva felől nagyobb tatár sereg készült Csíkba betörni, s a megrémült nép részint az erdőkbe menekült, részint Csíksomlyóba ment, hol Botskor Pál házfőnök vezetése alatt erélyes védelemre készült, részint Haller Pál vezetése alatt, a fenyegetett szorosok védelmére sietett. Botskor Pál lelkes szavakkal bátorságra és kitartásra buzdította a kis védősereget, melynek  következtében a tatárokat a határon túl kergették.

      - D3. Mátyás.
        - E1. Gergely.
        - E2. Tamás.

    - C3. Mihály I. (*Csíkszentmárton, 1663-†1740) Θ Szépvízi Miklós Anna. Miklós Anna szülei Miklós Balázs Θ Gurzó Anna. Mihály I. a Csíkdelnei ág feje. 1685 és 1702 primor, 1733-ban assessor. Mihály I.-nek, aki Várdotfalván 1685 évi december hó 26. napján kelt csíkszéki rendi jegyzőkönyvbe székely Primori (főnemesi) ranggal lett felvéve, Csíkdelnén birtokos volt és ezen az alapon a csíkdelnei előnevet is használni kezdte.
      - D1. Mihály II. (*Csíkdelne, 1705-†Csíkdelne, 1785 március 19.) Θ Csíkdelnei Intze Erzsébet.(*1708- Csíkdelne, 1789 február 19.). Csíkdelne, 1732 január. 28. Intze Erzsébet szülei Intze István Θ Csíkdelnei Csathó Katalin. Csathó Katalin testvére volt Zsigmond, mindketten Csathó János gyermekei. Csathó Zsigmond (1700.-1752. április 5.) császári consiliarius (tanácsos, tanácsadó) volt, magtalanul halt meg, vagyona nagy részét Botskor Mihályné örökölte, felesége Gáborffy Anna később férjhez ment Hoványi Gáborhoz. Intze Erzsébet korán árván maradt, gróf Mikes Mihály, majd Mikes Ferencz házában nevelkedett, ebben a korban szokás volt, hogy a nemesleányok főúri házban nevelkedtek. Botskor Mihály II. 1744-ben assessor, birtoka volt: Csomortánban, Csíkpálfalván, Csíkdelnén, Borsován, Csíkszentmiklóson, Vacsárcsiban és Csíkszépvízen.
        - E1. Elek. (*1738-†1813 k.). Θ Petrovinai Pekry Mária Anna. Pekry Mária Anna szülei Pekry Imre Θ Szeredai Kata.  Elek táblai consiliárius, 1801-ben Besztercén lakott.
          - F1. Botskor Imre. Θ Bács Anna.
            - G1. József.
            - G2. Sándor. (*1827-†1910) Θ Oroszfái Fogarasi Zsófia (*1832-†1897) 
              - H1. Matild. (*1850 k.-†1913 után), Θ Körpényesi Kontz Lázár (*1834 január 1. és július 5. között-†1913 július 5. Beszterce, Katolikus Temető) Őrnagy.
                - I1. Kontz Nelli. (*1868 k.-†1944 után)
                - I2. Kontz Sándor. (*Kisbudak, Beszterce-Naszód vármegye, 1870 április 10.-†Budapest, Farkasréti temető, 1942 szeptember 3.) Θ Kottal Lousie (Lujza) (-†1944 április 30. után) Honvédőrnagy.
                  - J1. Kontz Lilly (Erzsébet). Θ Mallász Elemér.
                    - K1.  Mallász Erzsébet (Médi).
                    - K2.  Mallász Egon.

                  - J2. Kontz Edith. Θ Vecsey József.
                    - K1. Vecsey Marianne.
                    - K2. Vecsey Dénes.

                  - J3. Kontz Sándor. (*Beszterce, 1910 február 19.-†Kolomija, Szovjetunió 1944 április 30. Farkasréti temető, Nemzeti sír)
                  - J4. Kontz Ernő. (*1910 k.-†1944 után)
                    - K1. Kontz Éva.
                    - K2. Kontz András.

                - I3. Kontz Zsigmond. (-†1913 előtt)

              - H2. Bocskor Anna (Nina). (*1853-†Fellak, 1889 február 19.) Θ Szakács Károly. Felsőtők, 1847-†Fellak, 1889 szeptember 21.) Fellak, 1873 november 25. 7 gyermekükből 4 maradt életben.
                - I1. Szakáts Etelka. (*Fellak, 1874 január 2.-†Magyarborzás, 1891 június 11.) Θ Lécfalvi Sipos  Gyula református pap. (*Sajósófalva, 1859 március 20.-†Retteg, 1942 november 14.)
                - I2. Szakáts Katalin. (*Fellak, 1876 október 9.-†Magyarborzás, 1936) Θ Lécfalvi Sipos Gyula.
                - I3. Szakáts Ilona. (*Fellak, 1878 augusztus 18.-†Alsóilosva, 1938 július 17.) Θ Peselnekei és rápolti Rápolthy Sándor.
                - I4. Szakáts Sándor. (*Fellak, 1888 április 23.-†Sajóudvarhely, 1918 november 19.) Θ Fekete Jolán (*Sajóudvarhely, 1894 augusztus 27-†Sajóudvarhely, 1971 szeptember 22.). Sajóudvarhely, 1910 július 16.  2 leány maradt életben, 2 fiú meghalt apjukkal 1918-ban spanyolnáthában.
                  - J1. Szakács Jolán (Gasú). (*Fellak, 1911 június 5.-†Dés, 2000 április 12.) Θ Gombár Sándor (Dés, 1899 június 13.-†Dés, 1974 augusztus 17.) Dés, 1933 október 3.
                  - J2. Szakács Dóra. (*Fellak, 1914 október 19.-†Budapest, 1998 június 28.) Θ Dr. Sipos Béla II. (*Rimaszombat, 1904 augusztus 18.-†Budapest, 1980 szeptember 17.) Sajóudvarhely, 1944 június 25.

        - E2. János. (Csíkdelne, 1732 február 2.-†Csíkdelne, 1814 november 25.) Θ Ditroi Puskás Zsuzsanna (*Ditró, 1739 február 8.-†Csíkdelne, 1816 január 2.) Csíkdelne, 1765. február 10. Mindketten a Csíkdelnei Szent János templom bejárata előtt jobbra, egy hatalmas fekvő kő alatt pihennek, a sír kőkoporsó alakú, 65 cm magas, 80x196 cm hosszú és széles. Felirata: „néhai tekintetes Botskor János életének 83-ik esztendölyében meghalt 1814. november 25-én és hív párja T. Puskás Susánna élete 77 esztendelyében 1816. január 2-án halt meg és ez kereszténység zászlója alatt nyugosznak fiuk háládatosságából. Sírhalmokra a követ tették szomorú maradványi.” Puskás Zsuzsanna apja Puskás Tamás.
          - F1. András. (*1765. december 14.-)
          - F2. Mihály III. (*Csíkdelne, 1767 május 6.-†1839 február 28.) Θ Gegö Klára. Csíkdelne, 1790. július 4.
            - G1. Klára. (Csíkdelne, 1791 április 24.-)
            - G2. András. (Csíkdelne, 1794 február 5.-)
            - G3. Ignácz. (Csíkdelne, 1795 február 18.-†1798 április 7.)
            - G4. Erzsébet. (Csíkdelne, 1797 február 25.-)
            - G5. Anna. (Csíkdelne, 1799 március 3.-)
            - G6. Antal. (Csíkdelne, 1800 szeptember 1.-) Θ Csató Borbála.
              - H1. Róza. (*1826 március 19.-)
              - H2. Zsigmond. (*1828 február 23.-†1917 február 28.) Θ Botskor János és Pozsonyi Borbála leánya Botskor Kata.
                - I1. Zsigmond. (*1872-†1906) Csíkrákosi plébános.
                - I2. Antal. (*1874-†1929) Θ Fodor Józefa (*1883-†1944 május 11.). (Testvérei: Fodor Izra, Fodor Árpád, Fodor Mihály, Fodor Béni,  Dr. Fodor Donát)
                - I3. Borbála. (*1881-)
                - I4. Karolin. (*1884-)
                - I5. Katalin. (*1886-)
                - I6. Mihály. (*1888-) M.észáros.

              - H3. Mihály. (*1831 február 2.-)
              - H4. László. (*1832 március 31.-)
              - H5. Dénes. (*1834 szeptember 1.-)

            - G7. Katalin, Éva. (*Csíkdelne, 1805 június 17.-)
            - G8. Cecilia. (*Csíkdelne, 1810 augusztus 7.-)
            - G9. Zsófia. (*Csíkdelne, 1811 december 18.-)

          - F3. László I. (*Csíkdelne, 1771 április 16.-†1831 április 20.) Θ Namosi Székely Róza. (*1789-†1826 február 27.) 1795-ben Csíkdelnéről Nagysármásra települt.
            - G1. László II. (*1807 április 12.-†1883 október 12.) Θ Nagybaconi Keresztes Anna. (*1817 szeptember 9.-†Pusztakamarás, 1899 augusztus 18.) Pusztakamarás, 1838 június 10., Keresztes Anna szülei nagybaconi Keresztes Dániel birtokos és Szabó Anna. Keresztes Anna református vallású volt, ez az első vegyes-házasság a Botskor ágban. Házassága után Nagysármásról a Kolozs megyei Paszmosra költözött, itt Teleki Eduárd tiszttartója lett.
              - H1. Lujza. (*1839 augusztus 21.-†Mezőszentmihály, 1906 február 18.) Θ Vajdasi Ajtai György. (*1829 február 17.-Mezőszentmihály, 1883 március 16.) 1856 április 24.
                - I1. Ajtai Ödön. (*1857-1924) Honvéd ezredes, orvos, birtokos.
                - I2. Ajatai Adél. (*1858-†1945) Θ  Botskor Árpád. Botskor Árpád Bocskor Ferencz fia.
                - I3. Ajtai György. (*1877-) Segesvárott lakott, adóhivatalai főtiszt volt.
                - I4. Ajtai Ilona. (*1842-†1921 augusztus 20.) Θ Altorjai Bernáth Gyula.
                - I5. Ajtai Albert. (*1845 április 12.-†Kolozsvár, 1897 június 24. Mócson temették el) Θ Göcsi Nagy Berta. Nagy Berta szülei Nagy József Θ Ajtai Judit Mócson éltek. Birtokát gyermekei örökölték, de azok neveltetése és kiházasítása végett Nagy Józsefné sz. Ajtai Judit a nagyanya, a Szász családnak eladta.
                  - J1. Ajtai Anna. (*1876 október 20.-†1956 október 10.) Θ Deák Gyula. Százados.
                  - J2. Ajtai Gyula. (*1878 november 1.-) 1. Θ Glantz Auguszta. 2. Θ Tordass Mária.
                  - J3. Ajtai Irma. (*1880 január 30.-†1942 május 27.) Θ Kisnyíresi Hosszú Albert.
                  - J4. Ajtai Jozefin. (*1881 február 22.-) Θ Burján Endre. Ezredes.
                  - J5. Ajtai Aladár. (*1882 július 30-†Mócs, 1902 december 4.).
                  - J6. Ajtai László. (*1886 április 10.-) Θ Freytag Blanka.
                  - J7. Ajtai Judit. (*1888 június 26.-) Θ Kamarásy Guidó. Ezredes.
                  - J8. Ajtai Berta. (*1889 november 15.) Θ Gerley Albert. Alezredes.

              - H2. Ilona (*1842-†1921 augusztus 20.) Θ Ajtorjai Bernátt Gyula.
              - H3. Albert. (*1845 április 12.-†1897 június 24.) Θ Göcsi Nagy Berta (*1858-†1889) Mócs. 
                - I1. Anna. (*1876 október 20.-†1956 október 10.) Θ Deák Gyula (Magyarszovát, 1875 október 10.-†Budapest, 1927 január 1.) Ezredes.
                - I2. Gyula (Csíkdelnei) (*1878 november 1.-). 1. Θ Glanc Auguszta (*1882 augusztus 21.-†1930 november 15.) 2. Θ Tordas Mária. A budapesti tábla tanácselnöke. Szolgált Kolozsvárott, Nagysinken, Kőhalomban, Székesfehérvárott, Nagyváradon végül Budapesten Első feleségétől 1 fiú és 1 leány született.
                  - J1. Béla. (*1904 január 9.-) Θ Braun Róza. Orvos.
                  - J2. Alice. (1909 december 24.-) Θ Kovács László.

                - I3. Irma (*1880 január 30.-†1942 május 27.) Θ Hosszú Albert.
                - I4. Józefa. (*1881 február 22.-) Θ Burján Endre. Ezredes.
                - I5. Aladár. (*1882 augusztus 30.-†1902 december 14.)
                - I6. László I. (*1883 április 1.-). Θ Freytag Blanka. Állatorvos
                  - J1. Bocskor László II. (*1915-†1925)

                - I7. Judit (*1888 június 26.-) Θ Kamorángy Guido. Ezredes.
                - I8. Berta (*1889 november 13.-) Θ Gerley Albert. Alezredes.

            - G2. János (*1811 június 15.-†1845 február 26.) Gyergyóremetei plébános.
            - G3. Ferencz (*Nagysármás, 1813 június 15.-†Segesvár, 1894 április 12.) Θ Csíkacarfalvi Lukáts Júlia, Mária. (*Karcfalva, 1821 június 13.-†Kecsed, 1868 november 8.) Karcfalva, 1844 április 28. Lukáts Júlia, Mária szülei csíkacarfalvi Lukáts István és kozmási Potyó Júlia. Botskor Ferenc Selymes Péter csíkdelnei lakosért váltókezességet vállalt, egész vagyona ráment. 1867-ben mint szegény ember Mezőszentmihályra ment és Ajtai Györggyel Kecseden, a Teleki féle, kb. 1000 kh-as birtokot bérelte. Ajtai Györggyel a kecsedi birtokot kb. 11 éven át, elég olcsón bérelték, azonban nem sok haszonnal.
              - H1. Mária. (*1848 január 17.-†1936 február 15.) Θ Bajnóczy Ákos. Mezőköbölkúton éltek.
              - H2. Árpád. (*Csíkdelne, 1850 május 3.-†Segesvár, 1927 június 26.) Θ Vajasdi Ajtay Adél. (*1858 november 29.-†1945 január 16.) 1881 május 15. Királyi műszaki főtanácsos, Székelyudvarhelyen a római katholikus főgimnáziumban érettségizett, majd Budapesten végezte el a műegyetemet, mint általános mérnök. 1878 január 1.-től Tokajon és Máramarosszigeten szolgált,  a Kárpátokon átvezető műutakat az ő irányítása mellett építették. Majdánkára és Bisztrára volt kihelyezve. Baross Gábor közmunka- és közlekedésügyi miniszter érdemei miatt 1888-ban fiatalon megbízta a segesvári államépítészeti hivatal vezetésével, majd Segesvárott mint királyi műszaki főtanácsos 1913 június 30-án, 35 évi szolgálattal nyugdíjba ment.
                - I1. Ernő. (*1882 május 9.-†1951 október 26.) Θ Nagy Anna (*1897 január 3.- ) Debrecen. 1928 Műszaki főtanácsos.
                - I2. Zoltán. (*1883 szeptember 19.-†1884).
                - I3. Etelka (*1884 november 5.-†1952 augusztus 31.) Θ Dr. Vékony Gyula, (*1882 augusztus 24.-†1939 november 7). Szászrégen. 1908 október 5. Ügyvéd.
                - I4. Árpád I. (*1886 április 10.-) Θ Baumgarten Laura (*1893 november 30.-) Kolozsvár. 1917 augusztus 24. A kolozsvári törvényszék tanácselnöke volt. Az Első világháborúban, mint tüzértiszt 3 évig frontszolgálatot teljesített, több vitézségi érem tulajdonosa.
                  - J1. Árpád.II. (*1918 március 29.-) Orvos.
                  - J2. Zoltán. (*1921 március 2.-) Orvos.

                - I5. Lenke. (*1888 június 19.-†1890) Segesvár.
                - I6. Loránt. (*1896 február 7.-†1976 május 21. Budapest, Farkasréti temető). Θ Borbereki Farkas Erzsébet. (*1899 október 20.-†1991) 1925 március 2. Botskor Lóránt csendőr alezredes, embermentő, családfa kutató..

              - H3. Géza. (*1853 november 1.-†1898) Θ Németh Berta. (*1860-†1927 március 27.) Marosludason telekkönyvvezető volt.  
                - I1. Olivér. (*1884 február 28.-†1943) Θ Róma Ilona (*1885 július 15.) 1912.
                  - J1. Géza. (*1913 április 11.-) Θ Dragán Eugénia. (*1909 március 20.-)
                  - J2. Magda. (*1921 március 6.-) 1. Θ Vass Károly (-†1953) 2. Θ Hatfaludy Béla.

                - I2. Anna. (*1888-†1920) Θ Mihályi Béla.

            - G4. Mihály IV. (*Nagysármás, 1817 június 20.-†1853) 1848/49-ben hadbírószázados, emiatt Désen 1850-ben 6 évi várfogságra ítélték. 1853-ban Kufsteinben halt meg.
              - H1. László. Szászrégenben ügyvéd és szolgabíró volt.

            - G5. Katalin. (*1819 augusztus 30.-) ΘGyörffi N. Gyergyó.
            - G6. György. (*1821 november 27.-)

          - F4. Anna, Mária. (*Csíkdelne, 1773 március 26.-) Θ Botskor Antal.
          - F5. Lajos. (Csíkdelne, 1774 december 3.-) Gyergyóremetei plébános.
          - F6. Zsigmond, János. (Csíkdelne, 1777 június 5.-)
          - F7. Pál.  (Csíkdelne, 1780 augusztus 13.-†Csíkdelne, 1856 november 26.) Θ Székesi Fejérváry Ágnes (*1784-†Csíkdelne, 1839 december 2.) Csíkdelne) Nősülése után Csíkdelnére költözött, itt a negyedfél vármegye havasfelügyelője, ága igen szapora, utódai 1945-ben is éltek Csíkdelnén, de elszegényedve.
            - G1. István. (*1809 július 14.-)
              - H1. Pál.
              - H2. András.

            - G2. András. (*1810 július 11.-)
            - G3. Ádám. (*1811 december 25-)
            - G4. Pál. (*1812 június 7.-)
            - G5. Ferencz. (*1814 szeptember 7.-) Θ Miklós Róza.
              - H1. György. (*1829 április 11.-)
              - H2. Kata (*1832 november 25.-)
              - H3.  Ferencz. (*1837 június 30.-)
              - H4. Vidor (*1838 május 10.-)
              - H5. Antal (*1840 február 20.-) iker.
              - H6. Balázs. (*1840 február 20.-) iker.
              - H7. Anna. (*1846 július 13.-)
              - H8. Imre.
              - H9. Ignácz.

            - G6.  Lajos.
              - H1. Lajos.

            - G7. Karola.
            - G8. Jozefa. (*1820 augusztus 28.-) Θ Csathó István.
            - G9. Ágnes. (*1826 január 21.-) Θ Bíró József.
            - G10. Zsigmond.
              - H1. András.
                - I1. Ferencz. Θ Györpál Piroska. Tanító Csíktapolcán
                - I2. Zsigmond.  Θ Barkosszy Mária. Kereskedő. Székelyudvarhely.
                  - J1. Erzsébet.
                  - J2. Imre.
                  - J3. Lajos.

                - I3. Dániel. 1916ban elesett.
                - I4. András.
                - I5. Júlia. Θ Sántha Félix.

              - H2. Dániel. Kőrispatak.

            - G11. János. Θ Pozsony Borbála.
              - H1. János.
              - H2. András. (*1847 május 2.-)
                - I1. Domokos.
                - I2. Benjámin. Mészáros Gyimesen.
                  - J1. Erzsébet.

                - I3. István.

              - H3. József. Bukarest.
              - H4. Kata. Θ Botskor Zsigmond.
              - H5. Júlia. (*1850 január 14.-)
              - H6. Róza. (*1852 november 18.-)
              - H7. Vilmos. (*1855 április 19.-)
              - H8. Imre. (*1856-†1898) Θ Galambfalvi Demeter Róza. Segesvár.
                - I1. Ákos. Pék.
                - I2. Benedek. (1889-) Nyomdász.
                - I3. Imre. (*1897-) Vegyész.

        - E3. Zsuzsa. (*1744-†1814 január 28.) Θ Leitmeritzi Aichler József.
          - F1. Aichler Sándor.

        - E4. Erzsébet. (*1733 október 27.-†1812-1817) Θ Csíktusnádi Betegh Antal.
          - F1. Betegh Ignácz.

        - E5. András. (*1735 október 16.-†1812 előtt)
        - E6. József. Θ Vajdasi Ajtai Anna. (-†1838). Szászrégen.

      - D2. István. (*Csíkdelne, 1705. k.-†Csíkdelne, 1754 után). Θ Csíkszentmártoni Szabó Anna (*1705-) Szabó Anna szülei Szabó Kelemen Θ Mihálcz Sára. Botskor István, a szépvízi Miklós részt örökölte, Csíkszépvízen laktak. 1754.
      - D3. Sámuel. (-†1756 június 14.) Θ Czikó Judit. 1728, 1732 körjegyző, 1754 assessor. Csomortán. Felcsík jurátus assesszora (jogi ülnök) 1724.-ben hitelesítette a csíkszentmihályi Sándor család leszármazási táblázatát, mely a Csíki székely krónika eredetiségének a vitájában nagy szerepet játszott.. 
        - E1. Elek. (*1717 január-†1785 január  4.) Θ Salamon Ágnes.
          - F1. Borbála.
          - F2. Róza.
          - F3. Zsuzsa.
          - F4. Sámuel II. (*1755 február 12.-†1836 október 8.) Θ Nyujtódi Jancsó Júlia (*1750-†1843 április 19.) Táblai consilisárius.
            - G1. Petronella.
            - G2. Domokos. Θ Mádéfalvi Zöld Karola. Táblabíró.
              - H1. Cecília. Θ Nyitó Sándor.
              - H2. Mária. Θ Jegesi József.
              - H3. László. (*1842 szeptember 17.-†1892 február 10.) Θ Kézdiszentléleki Orbay Mária. (*1848 szeptember 26.-†1920 augusztus 22.)
                - I1. Irma. (*1885 április 20.-)
                - I2. Ilona. (*1887 október 23.-†1952 március 7.) Csíksomlyó.
                - I3. Domokos. (*1888 október 15.-†1947 szeptember 26.) Θ Andrássi Gizella.

            - G3. Károly.

          - F5. Ignácz. Pap.
          - F6. István. (*1749 december 26.-†1817 július 25.) Θ Kováts Zsuzsanna. 1776 április 15. Csíkvármegye levéltárnoka.       
            - G1. Tamás György. (*1784 április 13.-†1827 október 11.) Θ Böjte Teréz. (-†Bodola, 1852) Táblabíró.
              - H1. Dániel (*1816 január 17.-†1822 július 16.)
              - H2. Antal. (*1818 július 6.-†1889 december 12.) Θ Ölösz Karola. (-†1889 december 12.) Nagyszeben.
                - I1. Antal I. (*1864 szeptember 7.-†1937 május 10. Farkasréti temető: 7/9. parcella. 1-7/8: Θ Korbáss Rózália. (*1866-†1937 szeptember 8. Farkasréti temető) 1889. szeptember 4. Korbáss Rózália Szilágyi Erzsébet Erdélyi Nőegylet országos elnöke volt. Budapest. 
                  - J1. Antal II. (Csíkdelnei) 1890 május 14.-†1947 után) Θ Kurucz Izabella. (*1893-) 1916. május 22. Tüzérezredes. Marosvásárhelyt érettségizett, a római katholikus főgimnáziumban, majd a Mödlingi közös tüzérségi akadémiát 1911-ben igen jó eredménnyel végezte. Az 1914/18-as világháborúban, mint ütegparancsnok vett részt, kiváló fegyvertényei miatt számos hadikitüntetésben részesült, vitézsége miatt vitézzé avatták. 1947 óta, mint ezredes Budapesten nyugállományban él.
                    - K1. Edith. (*1917 június 13.-) Θ Dr. Botskor (Scheftsik) Jenő. 1939. február 20. USA és BuenosAires.
                      - L1. Iván. (*1943 május 30.-) fizikus  Θ  Eslamy Nuschin (1949 december 13) fogorvos Németország
                      - M1  Philipp (1981) Mérnök
                      - M2  Alexander (1989 majus 15) mérnök
                      - M3   Lorant (1994) mérnök

                  - J2. Ferencz (*1891-†1892)
                  - J3. László. (*1893 január 20.-) Θ Klein Etelka. 1921.
                  - J4. Imre. (*1895 november 7.-†1950 július 25.) Θ Bozoky Irma. 1921. Alezredes. A Nagyváradi honhonvéd hadapród iskolában 1913-ban avatták fel. 1915-ben mint hadnagy már a III c. Vaskoronarend tulajdonosa, több mint 40 hónapos első arcvonalbeli szolgálata van. A Marosvásárhelyi 22 honvéd gyalogezredben szolgált. Vitézsége alapján vitézzé avatták. Az 1930-as években-véletlen folytán-fejlövést kapott, s mint alezredest emiatt nyugdíjazták.
                    - K1. Éva (*1922 január 5.-) Θ Bonta Gusztáv.
                    - K2. Levente. (*1924 szeptember 29.-)

                  - J5. István. (*1898 augusztus 8.-†1954) Mérnök, korvetthadnagy. USA.
                    - K1. István. USA.
                    - K2. Dávid. USA.
                    - K3. Richárd. USA.

                  - J6. Elemér. (*1906 január 10.-†1935 február 21.) Mérnök.

              - H3. Teréz. (*1820 január 30.-†1902)
              - H4. Lajos. (*1824 augusztus 12.-†1825 január 14.)

            - G2. Dániel. (-†Fogaras, 1822)
              - H1. Ferencz. (*1814-†1897) Θ Fancsali Poli. (*1829-†1901)1848-as őrnagy.
                - I1. Gyula (*1856 május 7.-)
                - I2. István (*1860 április 10.-†1896g augusztus 6.) Θ Balyosy Erzsi.
                - I3. Ferencz (1862. október 3.-1867. február 17.)
                - I4. János (*1864 december 24.-)
                - I5. N. (*1868 június 16.-†1936 december 5.) Θ Kánya Etelka. Törvényszéki bíró. Csíkszereda.
                  - J1. Ferencz.

            - G3. József. (*1777 január 12.-) Θ Bíró Róza.
              - H1. Zsuzsa (*1799 augusztus 7.-)
              - H2. Éva (*1801 november 2.-)
              - H3. Kata (*1804 március 19.-)
              - H4. Anna (*1806 június 22.-)
              - H5. Lajos (*1809 február 14.-)
              - H6. Erzsébet (*1812 október 20.-)

          - F7. László. 1768.
            - G1. Mihály.

        - E2. Ferencz.
        - E3. János Antal.
        - E4. Franciska.
        - E5. Erzsébet.

      - D4. József.
      - D5. Katalin. Θ Krakkai Zsigmond.
      - D6. Zsuzsa. Θ Csíkszentmártoni Szabó Simon. (*1694-†1782) Csíkszépvíz.
      - D7. Erzsébet. Θ Dánfalvi Kovács György.
      - D8. Anna. Θ Vacsárcsi Biró János.

    - C4. István (-†1737 szeptember 5.) 1685. Primor. Rákóczi párti kuruc volt. Csíkszentmárton.
      - D1. Márton. 1754.
      - D2. András. (*1754-†1685) 
        - E1. Ferencz.
          - F1. Antal I.
            - G1. Antal. II.
              - H1. Antal III.
                - I1. Antal IV. Brassó.
                - I2. Medárd. Ferences.

            - G2. János.
            - G3. László.

          - F2. Barabás. (*1807 január 12-)

        - E2. József.
        - E3. Antal.

      - D3. Ferencz. 1754.
        - E1. János.
        - E2. István.
        - E3. József.

      - D4. János.

    - C5. Benedek. 1643. Csíkszentmárton. (1672-ben még élt.)
    - C6. Margit. Θ Csíkszentmártoni Szabó György.

  - B2. N. Θ Miklós Bálint. Csíkszépvíz.
  - B3. N. Θ Füstös István.
  - B4. Benedek. 1575. majd megerősítés 1578. Donáció Csíkszentgyörgyön. Adományozó Csaba György, Báthory István erdélyi fejedelem híve.
    - C1. György. 1702. Csíkszentmártonban lustrál. Szentkirályi ág.
      - D1. Bálint. Csíkszentmártonban lustrál. 1702.
        - E1. István. Θ Vitos Judit. 1754. Csíkszentkirályban lustrál. Szentkirályi ág.
          - F1. Ferencz.
          - F2. Mihály. Θ György Kata.
            - G1. Ádám.
              - H1. András.
                - I1. Péter.
                  - J1. Gábor. (*1851 június 18.-)

            - G2. Elek.
              - H1. Dániel.
                - I1. Gergely.
                - I2. György.
                - I3. Pál.

            - G3. József.
              - H1. József. (*1800 június 27.-)
                - I1. József ifj.
                - I2. Ignácz.
                - I3. Ferencz

            - G4. Mihály.
            - G5. János.
              - H1. Ignácz. 1838. assessor.
              - H2. János ifj.
              - H3. András.
              - H4. László.

          - F3. Kelemen.
            - G1. István.
            - G2. Ádám.
            - G3. Antal.
              - H1. Mihály (Csíkszentkirályi) (*1819-†Csíksomlyó, 1881 április 30.)  Θ Csíkvacsárosi Balás Kata. 1854. Balás Kata szülei Balás József főkormányszéki jegyző Θ Botskor Borbála (*1791-†1866). Botskor Mihály 1845-1848-ig erdélyi kormányszéki főügyész, később Csíksomlyón ügyvéd és 1876-ig Csík megye főügyésze. 1848/49-ben nemzetőr százados, emiatt elítélték, fogságából befolyásos mágnás ügyfelei szabadították ki. Németül soha nem tanult meg, a Bach-korszak alatt Csíksomlyón ügyvédeskedett, de latinul tárgyalt. Az alkotmányos korszakban Csíkszék főügyésze lett, midőn azonban Mikó Mihály főispánnal szemben a megye Csíkszeredába áthelyezése ügyében kisebbségben maradt, főügyészi állásáról lemondott.
                - I1. Ádám (*1858 május 23.-†1914) 1. Θ Adorján Erzsébet. (*1865-†1917) 1885. 2. Θ Seitz Margit. Fogaras.
                  - J1. Ádám. (*1885 november 10.-†1973 július 24.) 1.-től. Egyetemi tanár, orvos. 1. Θ Árkay Teréz. 2. Θ Dr. Neukomen Mária.
                    - K1. Brigitta. (1926. június 16.-) 1-től. Θ Fábián Gyula.
                    - K2. Teréz. (*1930 augusztus 14.-) 2-től.
                    - K3. Ádám. (*1932 május 8.-) 2-től.
                    - K4. Éva. (*1935 május 14.-) 2-től. Θ Ambrus Imre.
                    - K5. Ágoston. (*1936 augusztus 30.-) 2-től.

                  - J2. Erzsébet. (*1887 október 7.-)  Θ Deák Gyula. Dés.
                  - J3. Nóra. (*1903 december 6.-) Θ Deák Gyula.

                - I2. Béla. (szentkirályi) (*1862-†1931) Θ Bogáthy Etelka. Ügyvéd, Csíkmegye főügyésze 1896-1910 között.
                - I3. Kálmán. Ügyész.
                - I4. Bálint. (-†1930) Θ Jancsó Erzsébet. (*1871-†1951 február 22.)
                - I5. Ilona. (-†1929) Θ Marosbogáti Bogáthy Gyula. Főszolgabíró volt.
                  - J1. Bogády Etelka.
                  - J2. Bogády Anna.

    - C2. Márton. 
      - D1. Mihály.
        - E1. István. 1754. Kozmási ág.
          - F1. János. 1754.
            - G1. Jenő.
            - G2. Gábor.
              - H1. Ignácz.
                - I1. András. (*1830-)
                  - J1. Ignácz. (*1866-)

      - D2. Pál. 1702. Szentmártoni ág.
        - E1. József I. (*1732-)
          - F1. József II. (*1763 április 25.-)
            - G1. Albert. (*1802 július 14.-)
              - H1. András. (*1826 december 1.-)
              - H2. Dénes.

          - F2. Mihály.
          - F3. István. (*Csíkszentmárton, 1768-†Nagyszombat, 1817 november 9.) pap, Nagyszombat. A minorita szerzetbe lép, majd nem bírja a kolostori szigorú rendet és világi pap lesz. Kiváló tanuló, tökéletesen bírta a német, francia, és olasz nyelveket. 1798-ban Nagyváradon, 1799-ben Gyulán káplán. Fajszeretete arra indítja, hogy Moldvába a  csángókhoz missziós szolgálatra jelentkezzék. A jassi osztrák konzul feljelentése alapján 1805-ben Moldvát kénytelen elhagyni, Mezőszentgyelen kisegítő plébános lesz. 1806-ban Bécsbe ment, majd a pápai nuncius engedélyével Rómába. Pápai engedéllyel Jassiba került misszionáriusnak. A jassi osztrák konzul megint feljelenti. Erre 1807-ben mint gonosztevőt Temesvárra toloncolták. Szentszéki per folytán 1807. márciustól 1809. májusig szeminárium fogságban volt, kiszabadulása a Torontál vármegyei Csóka községbe plébánosnak kinevezték ki. 1815-ben vizsgálat alá helyezték, 1816-ban javaitól megfosztották, és lelkészi hivatal vezetésére képtelennek nyilvánították. Temesvárott kegydíjból élt, míg 1817-ben Nagyszombatba szállítják, itt a ferences rend zárdájába internálták és itt halt meg.

        - E2. Márton.
          - F1. János.
            - G1. Imre (*1792 november 3.-)
              - H1. Dávid. (*1825 február 5.-) Θ Botskor Borbála (*1817-)
                - I1. István.
                  - J1. László (*1883-) Pap. 1914/18 elesett.
                  - J2. István (*1887-) tanító. 1914/18 elesett.
                  - J3. Dávid (*1893-) tanító. 1914/18 elesett.
                  - J4. Ida.
                  - J5. Ilona.
                  - J6. Anna.

              - H2. Imre. (*1834 november 1.-)
                - I1. Imre ifj. (*1857-) 
                  - J1. Gyula.
                  - J2. Imre.
                  - J3. Árpád.

              - H3. Gergely. (*1837 október 18.-)
                - I1. Lajos. (*1859 január 19.-)

            - G2. János (*1795 május 31.-)
              - H1. Gábor (*1822-†1896g)
              - H2. Zsigmond. (*1826 október 13.-) Moldva.

          - F2. Mihály. (*1751-) Θ Morgai Róza (*1755 augusztus 17.-†1807 március  26.) 1781 március 22.
            - G1. Elek (*1788 november 16.-)

        - E3. István. 1754.
          - F1. József.

        - E4. Mihály. 1734.
          - F1. Mihály.
            - G1. Pál.
            - G2. Imre. Táblabíró, 1838, Kászon.
            - G3. János.

## Jelentősebb csíkdelnei és csíkszentmártoni Botskorok
- Bocskor Ádám (1737-1816) ferences rendi szerzetes.
- Bochkor Károly (1847-1918) jogász, politikus, egyetemi tanár, állami számviteli szakíró.
- Bochkor Mihály (1877-1920) egyházjogász, jogtörténész, egyetemi tanár
- Botskor Lóránt (1896-1976) csendőr alezredes, a marosvásárhelyi zsidó gettóból 60 ember megmentője (1944 májusában)

## Képek

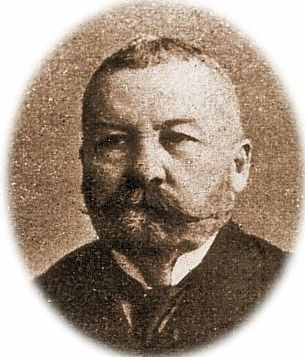
Bochkor Mihály, 1917 (egyetemi tanár)
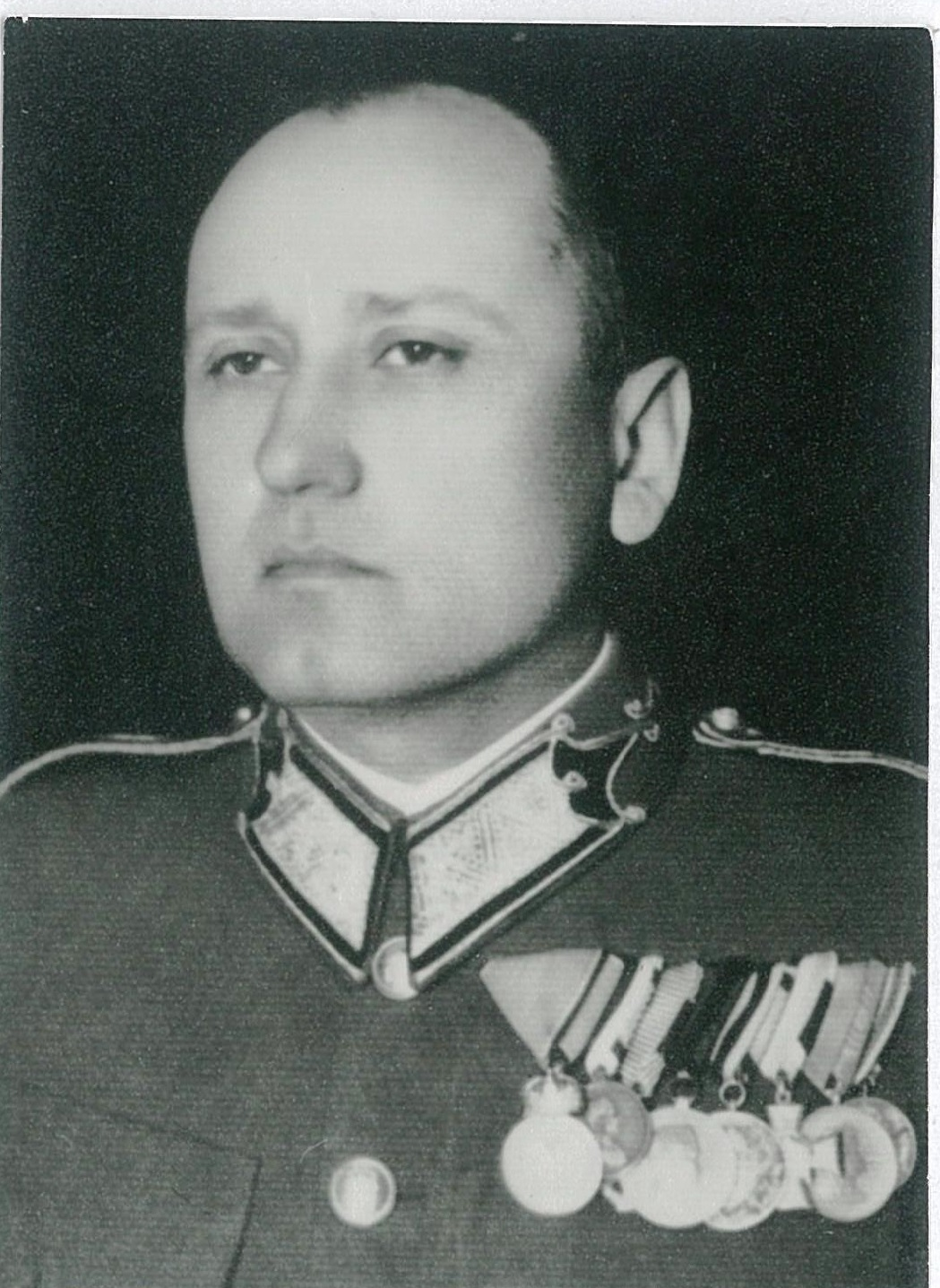
Botskor Lóránt, 1930 (csendőr alezredes)